# Werner Dick
Werner Dick (* 30. Mai 1936 in Bedesbach) ist ein ehemaliger deutscher Gewerkschaftsfunktionär und Politiker (SPD). Von 1985 bis 1997 war er Bundesvorsitzender der Gewerkschaft Leder.

## Leben und Beruf
Dick wuchs als Sohn eines Steinarbeiters und einer Näherin auf. Er besuchte die Volksschule und erlernte im Bedesbacher Steinbruch den Beruf des Steinabrichters. Dort übernahm er die Funktion des Jugendsprechers und war schließlich Vorsitzender des Betriebsrats.
Seit 1997 lebt Dick wieder in Bedesbach. Dort war er eine Zeit lang Vorsitzender des Seniorenrats im Landkreis Kusel. Er ist verheiratet und Vater zweier Kinder.

## Gewerkschaft
Im Alter von 15 Jahren trat Dick der IG Bau-Steine-Erden bei. 1953 wurde er dort Leiter der Jugendgruppe in Bedesbach, später übernahm er dort weitere Ehrenämter, etwa den stellvertretenden Kreisvorsitz. 1963 wurde er zum hauptamtlichen Funktionär für Mitgliederwerbung berufen, in diesem Amt war er bundesweit tätig.
1965 wechselte Dick in die Gewerkschaft Leder. Auch dort war er zunächst für Mitgliederwerbung zuständig. Wenig später wechselte er als Gewerkschaftssekretär nach Pirmasens. 1976 wurde er Bezirksleiter der Gewerkschaft Leder für Hessen, Rheinland-Pfalz und das Saarland, 1979 wurde er Vorsitzender des DGB-Kreises Westpfalz.
Bereits 1980 wechselte Dick in die Gewerkschaftszentrale nach Stuttgart, wo er zunächst die Position des Tarifsekretärs übernahm. 1983 wurde er zum zweiten Vorsitzenden der Gewerkschaft berufen, 1985 schließlich zum ersten Vorsitzenden. In seiner Amtszeit verantwortete er, im Rahmen der Wiedervereinigung, die Schaffung gesamtdeutscher Gewerkschaftsstrukturen. Später schloss sich seine Gewerkschaft den Fusionsplänen der IG Bergbau und Energie und der IG Chemie-Papier-Keramik an. Mit der Gründung der IG Bergbau, Chemie, Energie im Oktober 1997 und dem damit verbundenen Ende der Amtszeit als Vorsitzender der Gewerkschaft Leder trat Dick in den Ruhestand.
Daneben gehörte er auch dem Bundesvorstand des DGB an und war von 1985 bis 2000 Vizepräsident der Internationalen Gewerkschaft der Textil-Bekleidungsarbeiter und Lederarbeiter. Ferner war er Vorsitzender des Aufsichtsrats der Salamander AG. Auch dem Aufsichtsrat der Adidas AG gehörte er an.

## Politik
1964 trat Dick in die SPD ein. Er gehörte dem Stadtrat von Pirmasens an. Zeitweise war er stellvertretender Vorsitzender sowohl der SPD Pirmasens als auch der SPD-Fraktion im Stadtrat.